# 影響200
影響200，為2000年《天下雜誌》紀念出刊200期而製作的臺灣人物專輯，標舉「影響200，飛躍2000」，由台灣社會各領域人物中選出兩百位人士，記錄台灣歷史發展，《天下雜誌》一仍其「打開歷史，走出未來」的訴求希望能藉喚起社會共同記憶，凝聚共同情感。

## 採訪面向
影響200專題，以「世界」、「開拓」、「啟蒙」、「行動」、「美麗」、「自重」、「豐富」、「共生」等八個面向，選擇代表人物，進行採訪。

## 所選人物

### 世界
- 劉銘傳：清代台灣省首任巡撫
- 尹仲容：前經濟部長、美援會副主委、台灣銀行董事長
- 陳永華：明鄭參軍
- 蔡志忠：漫畫家
- 張榮發：長榮集團創辦人、總裁
- 宋作楠：勤業會計師事務所創辦人
- 朱銘：雕塑家
- 段鍾沂、段鍾潭：滾石國際音樂經營者
- 後藤新平：台灣日治時期總督府民政長官
- 施振榮：宏碁集團創辦人
- 俞國華：前中華民國中央銀行總裁、行政院長
- 徐賢修：前國立清華大學校長、行政院國家科學委員會主任委員、工研院董事長，新竹科學園區催生者
- 劉大中：中央研究院院士、經濟學家，推動台灣賦稅改革
- 嚴家淦：前行政院長、中華民國副總統、總統
- 王惕吾：聯合報創辦人
- 張忠謀：前工研院董事長、台積電創辦人
- 莊嚴：國立故宮博物院副院長
- 李國鼎：前經濟部長、財政部長，被譽為台灣經濟奇蹟的重要推手
- 郭婉容：前財政部長
- 宋秩銘：廣告人，台灣奧美總經理、奧美集團大中華區董事長
- 徐小波：前理律法律事務所共同主持律師
- 焦雄屏：台灣電影學者、電影製片人
- 林媽利：台灣外科醫師，被譽為「台灣血液之母」
- 蔣中正：前中華民國總統

### 開拓
- 王永慶：台塑集團創辦人，被譽為臺灣的「經營之神」
- 廖一久：台灣水產養殖學者、中研院院士，被譽為「草蝦養殖之父」。
- 趙耀東：中鋼總經理、董事長，經濟部長
- 陳 誠：行政院長、中華民國副總統
- 歐晉德：台北市副市長、台灣高鐵執行長、董事長
- 吳舜文：臺灣企業家，中華汽車工業、裕隆汽車董事長，素有「汽車皇后」封號
- 吳光亮：清光緒年間的台灣鎮總兵
- 吳 沙：清代開墾臺灣宜蘭的先賢
- 郁永河：清代作家、在台官員
- 呂秀蓮：前桃園縣縣長、中華民國首位女性副總統
- 林挺生：前大同公司董事長
- 陳 炘：台灣金融界的先驅、228事件受難者
- 陳文郁：台灣「西瓜大王」
- 陳拱北：前連江縣縣長、國大代表
- 許博允：台灣音樂家
- 顏雲年：日治時期的礦業家，出身基隆顏家。
- 司徒達賢：管理學者、政治大學講座教授
- 鄭成功：明末抗清名將、民族英雄，明鄭時期的開創者
- 張任飛：已故新聞界人士

### 啟蒙
- 辛志平：前新竹中學校長，有「教育哲人」之稱譽。
- 胡 適：前中央研究院院長
- 聖嚴法師：法鼓山創辦人
- 孫 文：中國近代革命家、中華民國國父
- 蔣渭水：台灣日治時期反殖民運動的領導人之一，有「台灣的孫中山」之譽
- 雷 震：台灣政治人物、政論家，白色恐怖受難者
- 郭雨新：前臺灣省議員，是黨外運動元老之一，被稱為「黨外祖師爺」。
- 吳大猷：物理學家、前中研院院長
- 吳健雄：女性物理學家、被稱為「中國居里夫人」。
- 孫立人：中華民國抗日名將、陸軍總司令，政治受難者
- 俞大綱：中國戲曲專家。
- 王大閎：台北國父紀念館的建築師
- 李 喬：台灣劇作家、國家文藝獎得主
- 施 敏：半導體學者，中央研究院院士
- 徐鍾珮：作家
- 傅斯年：國立台灣大學校長、中央研究院院士
- 殷海光：台灣自由主義的啟蒙大師，政治受難者。
- 錢 穆：中央研究院院士，歷史學家和教育家
- 朱邦復：倉頡輸入法發明人，被港台地區的華人譽為「中文電腦之父」
- 楊國樞：台灣心理學家，中央研究院院士，澄社創社社長。
- 蔣 勳：台灣畫家
- 張清吉：台灣出版家，志文出版社創辦人
- 牟宗三：中華民國哲學家、國立臺灣大學教授
- 愛新覺羅·毓鋆：台灣儒家學者
- 江學珠：台灣教育家、北一女中校長
- 陳紹馨：台灣第一位社會學博士
- 蔣夢麟：中華民國教育家，北京大學校長、農復會主委
- 林俊義：台灣生物學家、前環保署署長
- 余紀忠：中國時報創辦人
- 趙麗蓮：台灣電視節目主持人
- 彭明敏：臺灣獨立運動領袖之一，首位民進黨總統候選人
- 曾虛白：中央通訊社社長

### 行動
- 孫運璿：前經濟部長、行政院長，與李國鼎並稱為「台灣經濟的推手」。
- 沈葆禎：清朝兩江總督
- 巴爾頓：台灣自來水之父
- 陳定南：前宜蘭縣長、法務部長
- 張曉春：前台灣大學社會系教授、台灣勞動運動啟蒙者，有台灣勞工之父之稱
- 李鎮源：台灣中央研究院院士，藥理學家和台獨人士。
- 沈宗瀚：農業學者、農復會主委
- 八田與一：烏山頭水庫的建造者，有「嘉南大圳之父」之稱
- 許世賢：臺灣第一位女博士、女性縣市長，前嘉義市長
- 俞大維：前國防部長
- 彭婉如：臺灣婦女運動重要參與者，死於命案，至今是臺灣尚未偵破的重大刑案之一。
- 游錫堃：前宜蘭縣長、行政院長
- 楊日松：法醫，被譽為「台灣福爾摩斯」
- 漢寶德：臺灣建築教育學者
- 魏火曜：台灣醫學家，前台大醫院院長、前台大醫學院院長
- 蔣經國：前行政院長、中華民國總統

### 美麗
- 林懷民：雲門舞集創辦人
- 黃土水：雕刻家
- 鹿野忠雄：台灣日治時期的動物學家、人類學家
- 白先勇：作家
- 余光中：作家
- 江文也：台灣作曲家
- 凌 波：香港電影演員
- 李泰祥：台灣音樂家、國家文藝獎得主
- 呂泉生：「台灣合唱之父」
- 侯孝賢：導演
- 吳清友：誠品書店創辦人
- 潘 冀：建築師
- 胡金銓：導演
- 夏鑄九：台灣建築學家
- 張繼高：新聞工作者，《音樂與音響》創辦人
- 劉其偉：畫家，有畫壇老頑童之稱
- 張愛玲：作家
- 楊 牧：台灣詩人及散文作家

### 自重
- 林獻堂：台灣日治時期反殖民運動的領導人之一，有「台灣議會之父」之譽
- 陳錦煌：醫師、前政務委員
- 嘉邑行善團：於1965年在嘉義成立的社會公益性團體。
- 陶百川：前監察委員、前總統府國策顧問
- 南方朔：作家、詩人及政治評論家
- 莫那魯道：霧社事件的領導人
- 柏 楊：作家、政治受難者
- 陳其南：前文建會主委
- 楊 逵：臺灣小說家
- 高玉樹：前台北市長、交通部長
- 林強：台灣歌手、演員
- 印順法師：中國近代的佛教思想家
- 殷之浩：台灣企業家、前高鐵董事長殷琪之父
- 拓拔斯‧塔瑪匹瑪：台灣醫師、作家，出身布農族
- 陳定信：前台大醫學院院長、中央研究院院士
- 李登輝：前中華民國副總統、總統
- 龍應台：作家、前文建會主委、首任文化部長

### 豐富
- 紅葉少棒隊：
- 梁實秋：中國近代散文家、學者和翻譯家
- 顧正秋：京劇演員、國家文藝獎得主
- 歐陽漪棻：中華民國空軍軍官、傳教士
- 姚一葦：台灣劇作家、評論家、翻譯家與美學評論家
- 高 陽：作家、小說家、紅學家
- 瓊 瑤：小說作家、影視製作人。
- 王井泉：台灣日治時期文學家
- 賴 和：作家、有「台灣現代文學之父」之譽
- 黃俊雄：布袋戲操偶藝師 、國家文藝獎得主
- 連 橫：《台灣通史》作者、前副總統連戰之祖父
- 高清愿：統一企業創辦人
- 紀 政：女性運動員、有「飛躍羚羊」之稱
- 王日昇：臺灣歌手、廣播DJ
- 林衡道：台灣歷史學家、出身板橋林家
- 傅培梅：台灣的廚師、烹飪節目製作人及主持人
- 許文龍：奇美集團創辦人
- 林海音：女性作家
- 楊 弦：台灣民謠歌手
- 成舍我：中國報人、教育家
- 鄧麗君：華人世界的女歌手
- 許常惠：台灣音樂家及教育家
- 張小燕：綜藝節目主持人
- 張照堂：攝影家，金馬獎、金鐘獎、國家文藝獎得主
- 楊麗花：台灣的歌仔戲藝人

### 共生
- 證嚴法師：慈濟功德會創辦人
- 鳥居龍藏：台灣日治時期的考古學家、人類學家
- 曹 瑾：清朝鳳山知縣、淡水同知，在臺期間有不少政績
- 馬偕博士：台灣清治時期的醫師、傳教士
- 孫 越：台灣演員
- 張隆盛：曾任內政部營建署署長、行政院環境保護署署長
- 史溫侯：台灣清治時期的英國駐打狗領事
- 杜聰明：台灣史上首位醫學博士，高雄醫學院（今高雄醫學大學）創辦人
- 施明德：台灣戰後黨外領袖之一，前民進黨主席、政治受難者
- 蘭大弼：台灣醫師、傳教士
- 林義雄：台灣戰後黨外領袖之一，前民進黨主席、政治受難者
- 黑幼龍：卡內基訓練大中華地區負責人
- 陳映真：作家
- 黃春明：台灣文學作家、國家文藝獎得主
- 陳五福：台灣眼科醫師、社會工作者，有「噶瑪蘭的燭光」之稱
- 李遠哲：前中央研究院院長、諾貝爾獎得主